# Logarji
Logarji – wieś w Słowenii, w gminie Velike Lašče. W 2018 roku liczyła 39 mieszkańców.